# Estadio Panthessaliko
El Estadio Panthessaliko (en griego: Πανθεσσαλικό Στάδιο) es un estadio de fútbol ubicado en la ciudad de Volos, Grecia. El recinto fue inaugurado el 30 de julio de 2004, para albergar partidos del torneo masculino y torneo femenino de fútbol de los Juegos Olímpicos de Atenas 2004. El estadio posee una capacidad de 22 000 asientos.
El estadio es utilizado desde 2004 por los clubes de fútbol Volos FC y Niki Volos de la Superliga de Grecia.
El estadio a albergado cinco finales de la Copa de Grecia, los años 2007, 2017, 2020, 2023 y 2024.

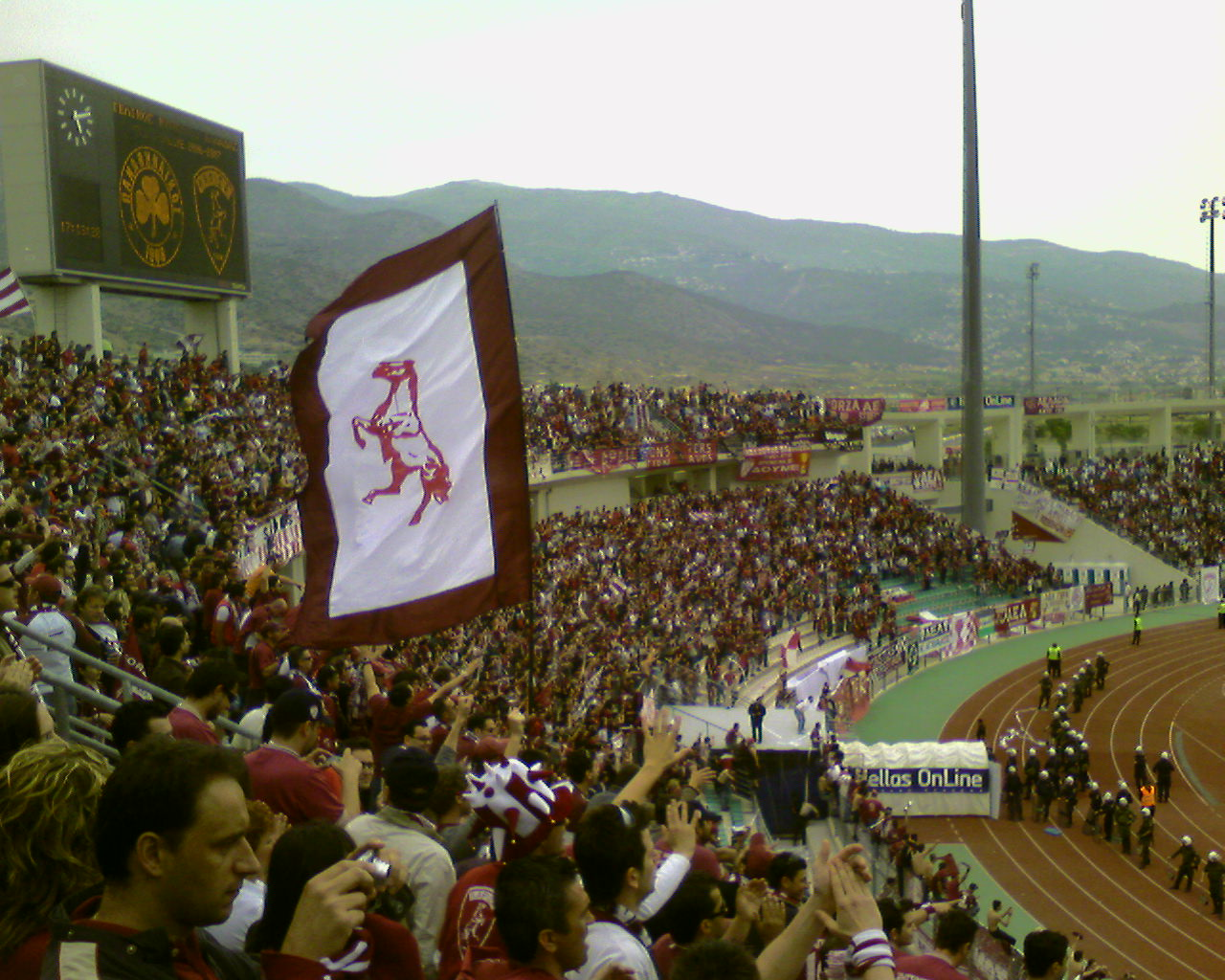